# Saxerspitze
De Saxerspitze is een 2690 meter hoge bergtop in de Lechtaler Alpen in het Oostenrijkse Tirol.
De bergtop is gelegen in de Freispitzgroep, in de bergkam die vanaf de Freispitze (2884 meter) in noordelijke richting verloopt. Een belangrijk deel van de Saxerspitze bestaat uit zogenaamd "Hauptdolomit". De Saxerspitze behoort tot de minder vaak beklommen bergtoppen in de Lechtaler Alpen. Op de top is een gipfelbuch te vinden.